# Rouïba
Rouïba és un municipi (baladiyah) de la província d'Alger a Algèria. A l'abril de 2008 tenia una població censada de 61.984 habitants.
Està situada en el centre-nord del país, a prop de la costa de la mar Mediterrània i de la ciutat capital del país.